# Calanchi Succida - Tappino
Calanchi Succida - Tappino este o arie protejată (arie specială de conservare — SAC, sit de importanță comunitară — SCI, arie de protecție specială avifaunistică — SPA) din Italia întinsă pe o suprafață de 229 ha, integral pe uscat.

## Localizare
Centrul sitului Calanchi Succida - Tappino este situat la coordonatele 41°31′22″N 14°53′28″E / 41.522778°N 14.891111°E.

## Înființare
Situl Calanchi Succida - Tappino a fost declarat sit de importanță comunitară în septembrie 1995 pentru a proteja 1 specie de animale. Alte tipuri de protecție:
- arie de protecție specială avifaunistică (în aprilie 2005)
- arie specială de conservare (în martie 2017)[2][3][4]

## Biodiversitate
Situată în ecoregiunea mediteraneană, aria protejată conține 1 habitat natural: Pseudostepă cu ierburi și specii anuale de Thero-Brachypodietea.
La baza desemnării sitului se află o specie protejată de  păsări: Falco biarmicus.
Pe lângă speciile protejate, pe teritoriul sitului au mai fost identificate 2 specii de plante.